# استیو وین وود
استفان لارنس وین‌وود (زاده ۱۲ مه ۱۹۴۸) یک موسیقی‌دان، خواننده و ترانه‌سرا انگلیسی است که ژانرهایش شامل سول چشم آبی، ریتم اند بلوز، بلوز راک و پاپ راک است. اگرچه وین‌وود در درجه اول یک گیتاریست، نوازنده کیبورد و وکالیست است که به خاطر صدای تنور بالا متمایز و روح‌انگیزش برجسته است، اما سازهای دیگر از جمله درام، ماندولین، باس و ساکسیفون را به خوبی می‌نوازد.
وین وود در ۱۲ می 1948 در هندزورث، وست میدلندز، بیرمنگام متولد شد. پدرش لارنس که در حرفه ریخته‌گری بود، یک نوازنده نیمه حرفه ای بود و عمدتاً ساکسیفون و کلارینت می‌نواخت. استیو وین وود در حالی که به سوئینگ و جاز دیکسیلند علاقه‌مند بود، در سن چهار سالگی نواختن پیانو را آغاز کرد و خیلی زود شروع به نواختن درام و گیتار کرد.
بین سال‌های ۱۹۷۸ و ۱۹۸۶، وین‌وود با نیکول ویر (متوفی ۲۰۰۵) ازدواج کرد که در برخی از کارهای انفرادی اولیه‌اش با آواز پس‌زمینه همکاری کرده بود. این دو در اداره ثبت نام چلتنهام ازدواج کردند.
محل سکونت اصلی وین‌وود، خانه‌ای با قدمت ۳۰۰ سال در کوتس‌ولدز، انگلستان است که او یک استودیوی ضبط نیز دارد. وین‌وود همچنین خانه‌ای در نشویل، تنسی، به همراه همسرش، یوجنیا کرافتون، اهل ترنتون، تنسی دارد که در سال ۱۹۸۷ با او ازدواج کرد. آنها چهار فرزند دارند.